# Las Pilas (zona arqueológica)

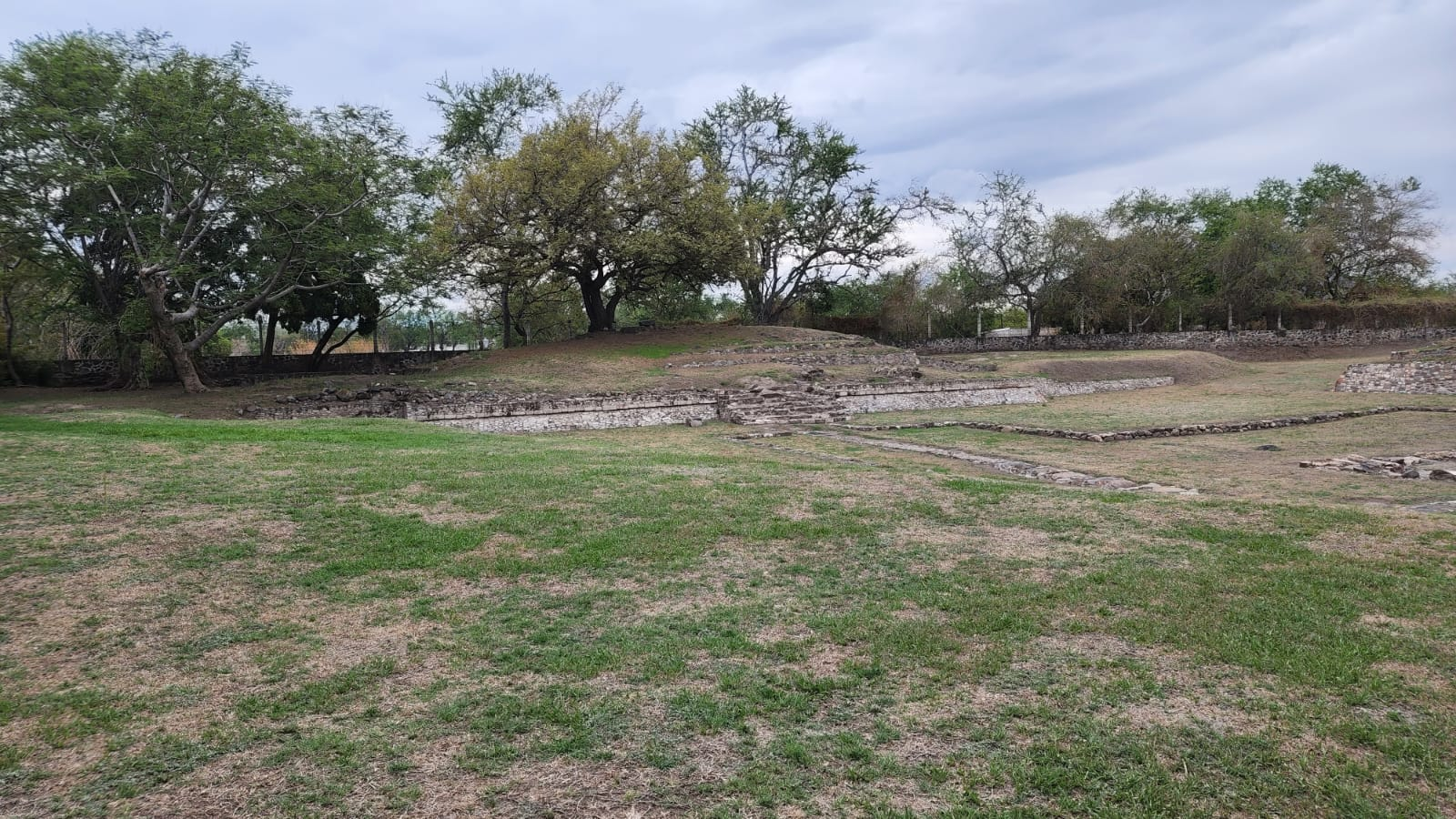
Vista panorámica de la zona arqueológica de Las Pilas, Jonacatepec, Morelos, México

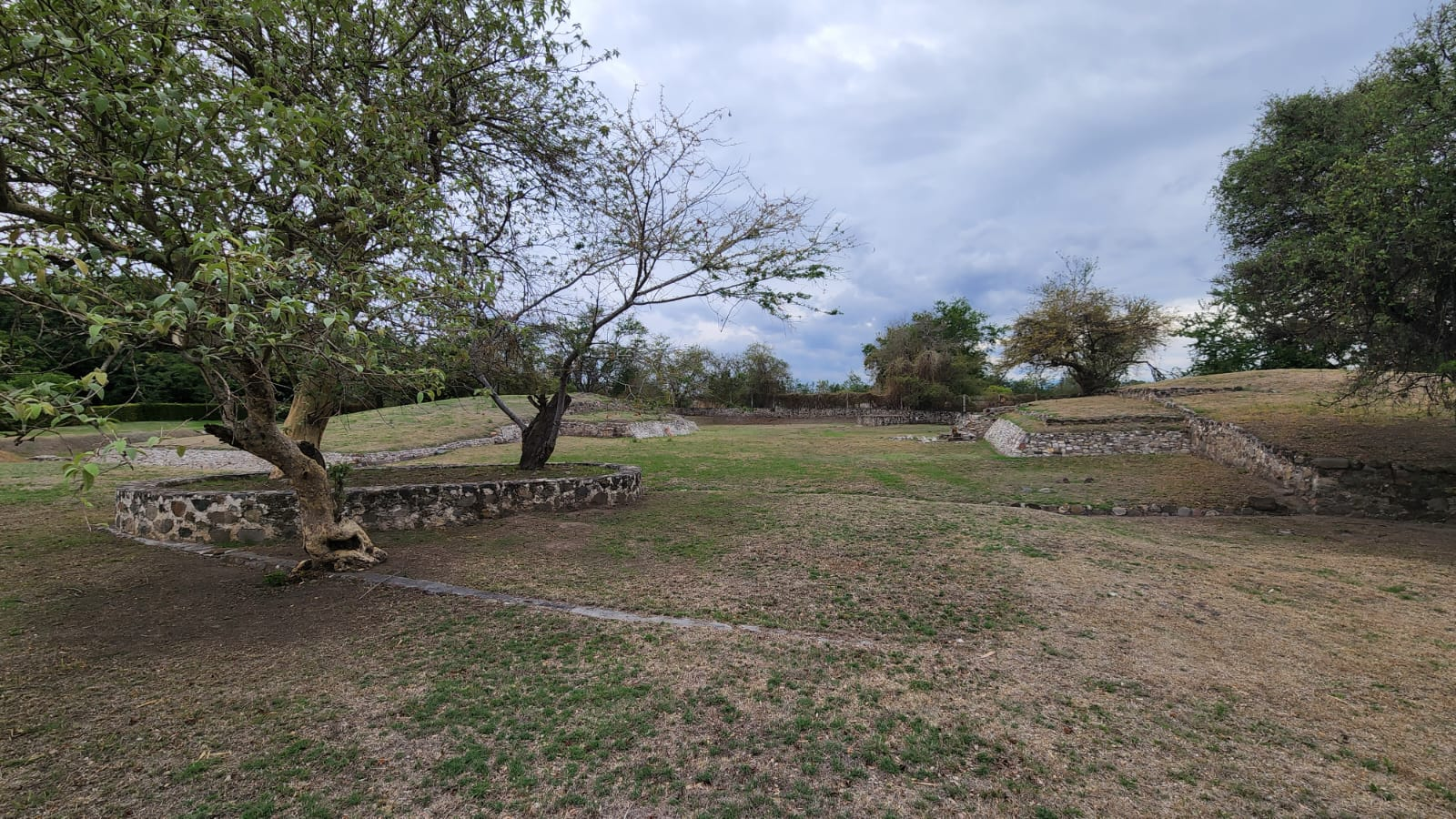
Otra vista panorámica de la zona arqueológica Las Pilas

Las Pilas es una zona arqueológica que se encuentra en el valle de Amilpas, municipio de Jonacatepec, Morelos, México. Ubicada en las instalaciones del balneario del mismo nombre, fue levantada entre los años del 500 y 650 d. C. con influencias teotihuacanas. Las Pilas fue un lugar de culto al agua como se observa en la red de canales que forman dos estructuras piramidales. Destacan los entierros encontrados en los canales y cuyos cuerpos se encontraban en posición de flor de loto.
Los diferentes manantiales que rodean el sitio fueron indudablemente el elemento más importante para el establecimiento y el desarrollo de la población. Existen restos de una compleja red de canales, única en su género. El agua era encauzada hacia grandes depósitos, siendo almacenada para ser utilizada en los campos de cultivo que se encontraban muy alejados de los manantiales. Esto permitió incrementar la producción agrícola, posibilitando el comercio con sus excedentes.

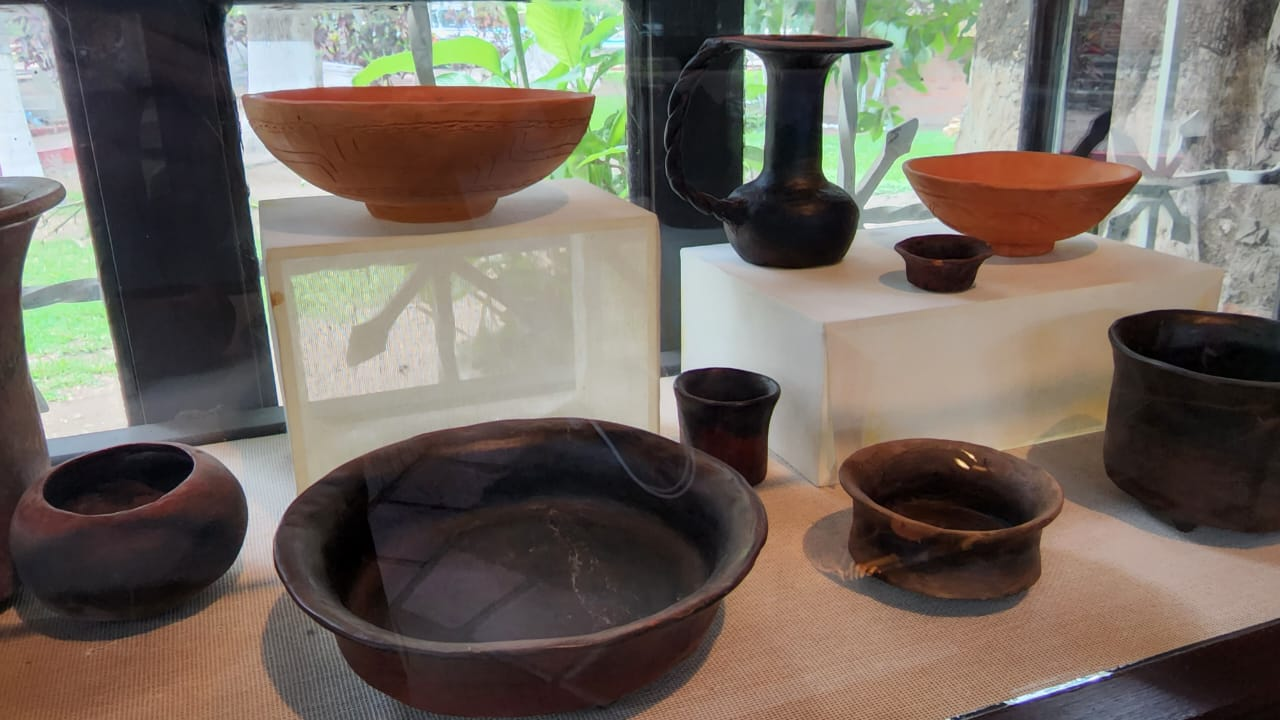
Alfarería exhibida en el Museo de Sitio de Las Pilas

Los canales también fueron usados como tumbas, posiblemente para entierros de personajes de alto rango, ya que las ofrendas que los acompañaban eran sumamente valiosas, fabricadas de jade, concha nácar, hueso o barro del más puro estilo teotihuacano. Los 'enterrados' fueron colocados en los canales en una posición semisentada.